# Ауверс (лунный кратер)
Кратер Ауверс (лат. Auwers) — небольшой ударный кратер в Гемских горах на видимой стороне Луны. Название дано в честь немецкого астронома Артура Юлиуса Георга Фридриха фон Ауверса (1838—1915) и утверждено Международным астрономическим союзом в 1935 г.

## Описание кратера

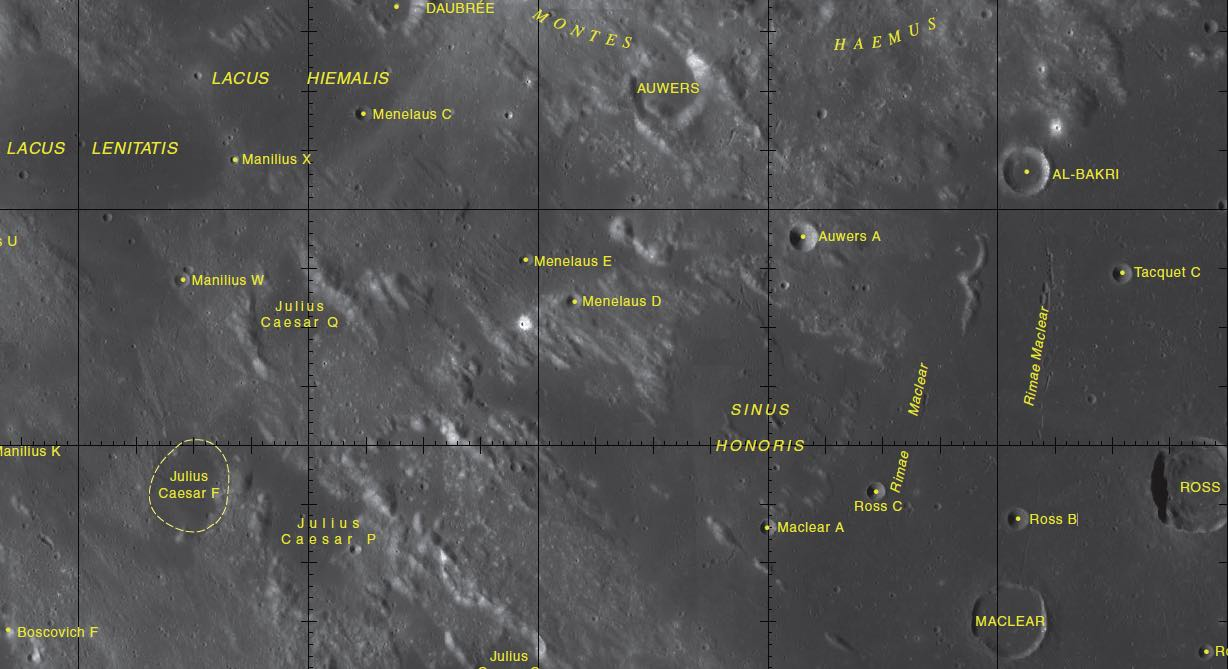
Окрестности кратера Ауверс. Фрагмент карты LAC-60.

Ближайшими соседями кратера являются кратер Добрэ на западе-северо-западе; кратер Менелай на северо-западе; кратер Аль-Бакри на востоке-юго-востоке; кратеры Росс и Маклир на юго-востоке; кратеры Юлий Цезарь и Созиген на юге, а также кратер Бошкович на юго-западе. На западе от кратера Ауверс находятся Озеро Нежности и Озеро Зимы; на севере Море Ясности; на юго-востоке Море Спокойствия; на юге - Залив Славы. Селенографические координаты центра кратера — 15°00′ с. ш. 17°07′ в. д. / 15,00° с. ш. 17,12° в. д., диаметр — 19,6 км, глубина — 1070 м.
Кратер имеет полигональную форму, в северо-западной части вала находится разрыв, через который произошло заполнение чаши кратера лавой. Высота вала над окружающей местностью составляет 780 м, объем кратера приблизительно 240 км³.

## Сателлитные кратеры

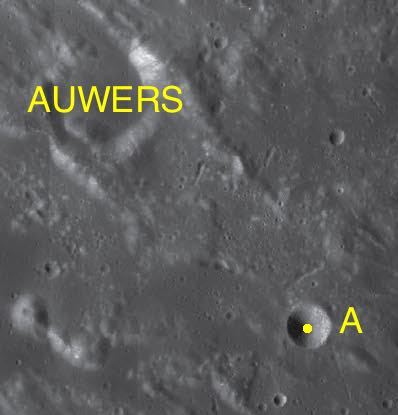
Фрагмент карты LAC-60.

| Ауверс | Координаты                                            | Диаметр, км |
| ------ | ----------------------------------------------------- | ----------- |
| A      | 13°46′ с. ш. 18°19′ в. д. / 13,77° с. ш. 18,31° в. д. | 7,6         |